# Christopher C. Kraft

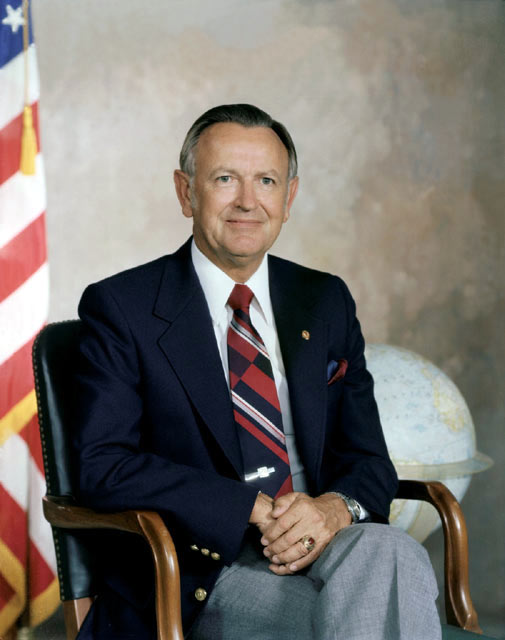
Christopher C. Kraft (1979)

Christopher Columbus Kraft, Jr., auch Chris Kraft, (* 28. Februar 1924 in Phoebus, Virginia; † 22. Juli 2019 in Houston, Texas) war ein US-amerikanischer Raumfahrtingenieur und NASA-Manager.

## Leben
Kraft war seit 1959 maßgeblich an der Vorbereitung und Leitung wichtiger Raumfahrt-Programme der USA beteiligt (Mercury, Gemini, Apollo, Skylab, Apollo-Sojus-Testprojekt, Space Shuttle). Von 1972 bis zu seiner Pensionierung 1982 war er der NASA-Direktor des Lyndon B. Johnson Space Center in Houston. Er war auch maßgeblich an der Formung der Mission Control der NASA beteiligt. Aufgrund dieser Beteiligung wurde im Jahr 2011 das Christopher C. Kraft Jr. Mission Control Center, in Funksprüchen auch einfach nur Houston genannt, nach ihm benannt.

## Schriften
- Flight. My Life in Mission Control. 2001, ISBN 0-525-94571-7 (Autobiographie)